# Lista președinților Academiei Române
Prezenta listă este una completă a tuturor președinților Academiei Române, de la începuturi și până în prezent.